# قائمة أكثر ألعاب بلاي ستيشن بورتبل مبيعا

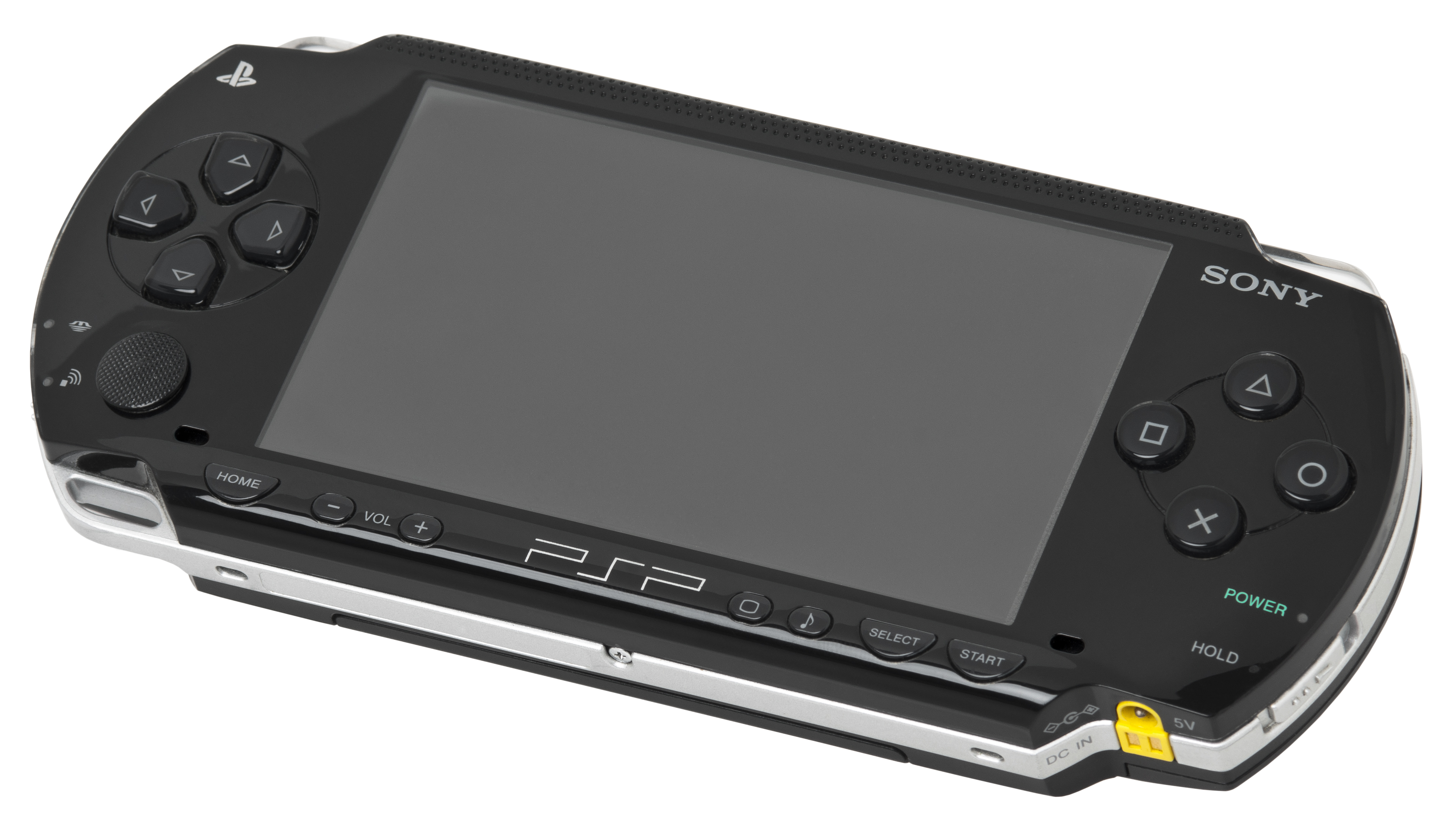
بلاي ستيشن بورتبل

هذه قائمة أكثر ألعاب بلاي ستيشن بورتبل مبيعا التي باعت أو شحنت ما لا يقل عن مليون نسخة. اللعبة الأكثر مبيعًا على بلاي ستيشن بورتبل هي جراند ثفت أوتو: ليبرتي سيتي ستوريز، وصدرت في أمريكا الشمالية في 24 أكتوبر 2005، وهي لعبة أكشن-مغامرات طُوِّرَت بالتعاون بين روكستار ليدز وروكستار نورث، واستمرت في بيع 8 ملايين وحدة في جميع أنحاء العالم. ثاني أكثر لعبة مبيعًا على المشغل هي جراند ثفت أوتو: فايس سيتي ستوريز (2006)، والتي بيعت ما يزيد قليلاً عن 5 ملايين وحدة. المراكز الثلاثة الباقية هي مونستر هنتر بورتبل 3رد حيث باعت ما يقارب 5 ملايين وحدة، وغران تورزمو باعت 4.2 مليون وحدة، ومونستر هنتر فريدوم نايت باعت ما يقارب 4 مليون وحدة.
اعتبارًا من 31 مارس 2012، أكثر من 331 مليون نسخة إجمالية بيعت من الألعاب لبلاي ستيشن بورتبل.

## القائمة
| ر. | اسم اللعبة                         | عدد النسخ المباعة       | تاريخ الإصدار  | النوع (الأنواع)                                  | المطور(ون)                   | الناشر(ون)                                     |
| -- | ---------------------------------- | ----------------------- | -------------- | ------------------------------------------------ | ---------------------------- | ---------------------------------------------- |
| 1  | جراند ثفت أوتو: ليبرتي سيتي ستوريز | 8 مليون                 | 24 أكتوبر 2005 | أكشن-مغامرات                                     | روكستار ليدز روكستار نورث    | روكستار جيمز                                   |
| 2  | جراند ثفت أوتو: فايس سيتي ستوريز   | 5٫03 مليون              | 31 أكتوبر 2006 | أكشن-مغامرات                                     | روكستار ليدز روكستار نورث    | روكستار جيمز                                   |
| 3  | مونستر هنتر بورتبل 3رد             | 4٫9 مليون               | 1 ديسمبر 2010  | أكشن تقمص الأدوار                                | كابكوم                       | كابكوم                                         |
| 4  | غران تورزمو                        | 4٫22 مليون              | 1 أكتوبر 2009  | محاكاة السباقات                                  | بوليفني ديجيتال              | سوني كمبيوتر إنترتينمنت                        |
| 5  | مونستر هنتر فريدوم يونايت          | 3٫8 مليون               | 27 مارس 2008   | أكشن تقمص الأدوار                                | كابكوم                       | كابكوم                                         |
| 6  | راتشنت أند كلانك: سايز ماترز       | 3٫73 مليون[بحاجة لمصدر] | 13 فبراير 2007 | منصات                                            | هاي إيمبكت غيمز              | سوني كمبيوتر إنترتينمنت                        |
| 7  | إله الحرب: سلاسل الأولمب           | 3٫2 مليون               | 4 مارس 2008    | أكشن-مغامرات تقطيع وذبح                          | ريدي آت داون                 | اليابان كابكوم عالمي سوني كمبيوتر إنترتينمنت   |
| 8  | كرايسيس كور: فاينال فانتازي 7      | 3٫1 مليون               | 13 سبتمبر 2007 | أكشن تقمص الأدوار                                | سكوير إنكس                   | سكوير إنكس                                     |
| 9  | مونستر هنتر فريدم 2                | 2٫4 مليون               | 22 فبراير 2007 | أكشن تقمص الأدوار                                | كابكوم برودكشن ستوديو 1      | كابكوم                                         |
| 10 | ديكستر                             | 2٫3 مليون               | 14 مارس 2006   | منصات                                            | ريدي آت داون                 | سوني كمبيوتر إنترتينمنت                        |
| 11 | تيكن: دارك ريزوركشن                | 2٫2 مليون               | 6 يوليو 2006   | قتال                                             | أيتينغ                       | نامكو                                          |
| 12 | ميتال غير سوليد: بيس والكر         | 1٫99 مليون              | 29 أبريل 2010  | أكشن-مغامرات تسلل                                | كوجيما برودكشنز              | كونامي                                         |
| 13 | ديسيديا فاينل فانتسي               | 1٫81 مليون              | 18 ديسمبر 2008 | قتال                                             | سكوير إنكس                   | سكوير إنكس                                     |
| 14 | ميدنايت كلوب 3: داب إديشن          | 1٫4 مليون               | 27 يونيو 2005  | سباقات                                           | روكستار سان دييغو            | روكستار جيمز                                   |
| 15 | نيد فور سبيد: موست ونتد 5-1-0      | 1٫32 مليون              | 15 نوفمبر 2005 | سباقات                                           | إي آيه بلاك بوكس إي أيه كندا | إلكترونيك آرتس                                 |
| 16 | مونستر هنتر فريدم                  | 1٫3 مليون               | 1 ديسمبر 2005  | أكشن تقمص الأدوار                                | كابكوم برودكشن ستوديو 1      | كابكوم                                         |
| 17 | كينغدوم هارتس بيرث باي سليب        | 1٫27 مليون              | 9 يناير 2010   | أكشن تقمص الأدوار                                | سكوير إنكس                   | سكوير إنكس                                     |
| 17 | ستار وارز: باتلفرونت 2             | 1٫27 مليون              | 31 أكتوبر 2005 | تصويب منظور الشخص الأول تصويب منظور الشخص الثالث | بانديميك ستوديو              | لوكاس آرتز                                     |
| 19 | إله الحرب: شبح إسبرطة              | 1٫2 مليون               | 2 نوفمبر 2010  | أكشن-مغامرات تقطيع وذبح                          | ريدي آت داون                 | سوني كمبيوتر إنترتينمنت                        |
| 20 | غود إيتر                           | 1٫05 مليون              | 4 فبراير 2010  | أكشن تقمص الأدوار                                | شيفت                         | أ.ش. دي3 بوبليشر عالمي بانداي نامكو إنترتينمنت |
| 21 | إيفيري باديز غولف بورتبل           | أقل من 1 مليون          | 12 ديسمبر 2004 | غولف                                             | كيلاب هانز                   | سوني كمبيوتر إنترتينمنت                        |
| 22 | وايب أوت بيور                      | 1 مليون                 | 24 مارس 2005   | سباقات                                           | ستوديو ليفربول               | سوني كمبيوتر إنترتينمنت                        |
| 22 | دبليو دبليو إي سماكداون ضد رو 2008 | 1 مليون                 | 13 نوفمبر 2007 | رياضية                                           | يوكز                         | تي إتش كيو                                     |

## الملاحظات
1. ↑  يسرد تاريخ الإصدار الأولي فقط على هذا النظام الأساسي.
2. ↑  مبيعات كرايسس كور: فاينال فانتازي 7 الإجمالية:
  - اليابان: 830,000[6]
3. ↑  مبيعات تيكن: دارك ريزوركشن الإجمالية:
  - أوروبا: 1 مليون[8]
4. ↑  مبيعات ميتال غير سوليد: بيس والكر الإجمالية:
  - اليابان: 958,461[10]
  - الولايات المتحدة: أكثر من 52,000[11]
5. ↑  مبيعات ديسيديا فاينل فانتسي الإجمالية:
  - اليابان: 995,398[10]
  - الولايات المتحدة: 440,000[12]
  - أوروبا: 380,000[12]
6. ↑  مبيعات ميدنايت كلوب 3: داب إديشن الإجمالية:
  - الولايات المتحدة: 1.1 مليون[13]
  - المملكة المتحدة: 300 ألف[14]
7. ↑  مبيعات نيد فور سبيد: موست ونتد الإجمالية:
  - اليابان: 27.151[10]
  - الولايات المتحدة: 1.1 مليون[13]
  - المملكة المتحدة: 200,000[15]
8. ↑  مبيعات ستار وارز: باتلفرونت 2 الإجمالية:
  - اليابان: 17,878[10]
  - الولايات المتحدة: 910,000[17]
  - المملكة المتحدة: 100,000[18]
9. ↑  مبيعات غود إيتر الإجمالية:
  - غود إيتر
    - اليابان: 617,828[20]

  - غود إيتر بورست
    - اليابان: 439,760[21][22]